# Astrosphaeriella tornata
Astrosphaeriella tornata är en svampart som först beskrevs av Berk. & M.A. Curtis, och fick sitt nu gällande namn av D. Hawksw. & Boise 1986. Astrosphaeriella tornata ingår i släktet Astrosphaeriella och familjen Melanommataceae.   Inga underarter finns listade i Catalogue of Life.